# St. Evtimiy Crag
Der St. Evtimiy Crag (englisch; bulgarisch Свети Евтимий камък Sveti Evtimiy kamak) ist ein etwa 350 m hoher und felsiger Berg auf der Livingston-Insel im Archipel der Südlichen Shetlandinseln. Im Delchev Ridge der Tangra Mountains ragt er 1,4 km südlich des Delchev Peak, 0,78 km südsüdöstlich des Asen Peak und 1,6 km östlich des Kuber Peak auf.
Die bulgarische Kommission für Antarktische Geographische Namen benannte den Berg 2005 nach Euthymios von Tarnowo (1327–1404), von 1375 bis 1393 Patriarch der Bulgarisch-Orthodoxen Kirche.